# Мастроянни, Кьяра
Кья́ра-Шарло́тта Мастроя́нни (фр. Chiara-Charlotte Mastroianni; род. 28 мая 1972 года, Париж) — французско-итальянская актриса, дочь Марчелло Мастроянни и Катрин Денёв.
В 1988—1992 годах Мастроянни встречалась с французским актером Мельвилем Пупо. В гражданском браке со скульптором Pierre Thoretton родила сына Мило (1996), в браке с писателем Бенжаменом Бьоле родила дочь Анну (2003)

## Фильмография
- За нас двоих (1979) — маленькая девочка (в титрах не указана)
- Любимое время года (1993) — Анн
- Высокая мода (1994) — Софи Шуазе
- Не забудь, что скоро ты умрешь (1995) — Клаудиа
- Все люди смертны (1995) — Франсуаз
- Дневник соблазнителя (1995) — Клэр
- Три жизни и одна смерть (1996) — Сесиль
- Как я обсуждал... (мою сексуальную жизнь) (1996) — Патрисия
- Нигде (1997) — Крисс
- На продажу (1998) — Мирей
- Обретённое время (1999) — Альбертин
- Письмо (1999) — мадам де Клеве
- Шесть (2000) — Марин
- Отель (2001) — медсестра
- Бойня (2002) — Карлотта
- Легче верблюду (2003) — Бьянка
- Все песни только о любви (2007) — Жанна
- Час икс (2007) — Од
- Рождественская сказка (2008) — Сильвия
- Прекрасная смоковница (2008)
- Преступления — это наш бизнес (2008) — Эмма Карпентьер
- Однажды в Версале (2009) — мать Марианны
- Мужчина в ванне (2010) — актриса
- Моя девочка не хочет… (2009) — Лена
- Возлюбленные (2011) — Вера
- Славные ублюдки (2013) — Рафаэль
- Три сердца (2014) — Софи
- Сент-Амур: Удовольствия любви (2016)
- Одной волшебной ночью (2019)
- Месье Спейд (2024) — «Габриэль»

## Награды
- 1994 — Номинация на кинопремию «Сезар» в категории «Самая многообещающая актриса» за роль в картине «Любимое время года».
- 2019 — «Серебряный приз» в категории «Лучшая актриса» (Особый взгляд) на Каннском кинофестивале за роль в картине «Одной волшебной ночью».